# چو چو
چو چو یا به اختصار چو (به چینی: |獢) (به انگلیسی: Chow Chow) یک نژاد سگ است که منشأ آن را چین شمالی می‌دانند؛
یکی از ویژگی‌های خاص این نژاد، زبان آبی تیره یا بنفش این سگ است. این ویژگی تنها در سگ‌های چو چو و سگ‌های نژاد شار پی وجود دارد.
چو چو با نام‌های دیگری از جمله chow , Songshi Quan , puffy - lion dog , Tang Quan که همان سگ امپراتور تانگ است، نیز شناخته می‌شود.اين نژاد زياد به فعاليت نياز دارد و روزانه پياده روي كمي نياز دارد

## ویژگی‌های فیزیکی

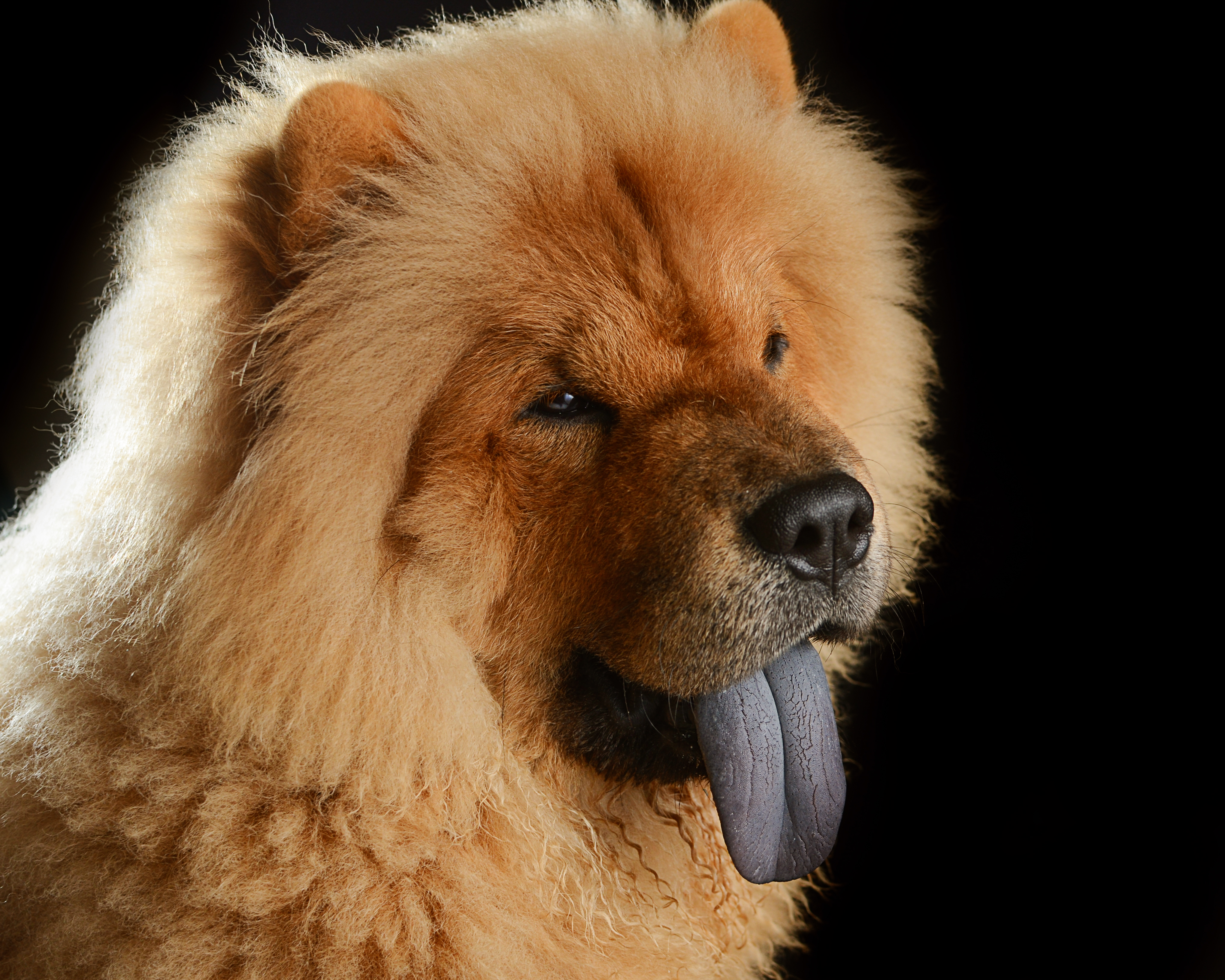
زبان آبی تیره در یک چو چوی نَر

چو چو دارای موهایی انبوه و بلند است که می‌تواند نرم یا زبر باشد. این پوشش در اطراف گردن، کوتاه‌تر است و این ویژگی به حیوان، چهره ای شیر مانند می‌بخشد. این سگ دارای جثه‌ای تنومند با جمجمه کوچک، پهن، مثلثی و گوش‌هایی گرد و ایستاده و پاهایی بلند و دُمی پشمالو است. وزن در نرها ۱۵ تا ۳۲ کیلوگرم و در ماده‌ها ۱۲ تا ۲۷ کیلوگرم است. ارتفاع این سگ نیز ۴۸ تا ۵۶ سانتی‌متر است. بینی سیاه‌رنگ و در مواردی آبی تیره می‌باشد. پوشش بدن و موها بسیار متراکم می‌باشد و به رنگ‌های قرمز، آبی، دارچینی، حنایی و کرمی و ترکیبی از این رنگ‌ها قابل مشاهده است. چشم‌ها بادامی شکل و عمیق است و دید حیوان، محدود است. پاهای صاف و کشیده باعث می‌شود که این سگ در راه رفتن بسیار با شکوه ظاهر شود.

## ویژگی‌های رفتاری
چو چوها معمولاً به عنوان حیوان خانگی در منزل نگهداری می‌شوند و به‌شدت از مالکان و اموال محافظت می‌کنند. چو چوها بیش از حد فعال نیستند و می‌توانند در یک آپارتمان ساکن شوند اما برای جلوگیری از بی‌قراری و بی‌حوصلگی به ورزش روزانه نیاز دارند. این نژاد سگ پیوندهای قوی بسیاری با دوستان و خانواده دارد و معمولاً از یک یا دو عضو اصلی خانواده با شدت بیشتری محافظت می‌کند. این سگ معمولاً آرام و خوش‌رفتار است اما در برابر آموزش به خصوص پس از بلوغ مقاومت می‌کند. چو چوها در تعامل با غریبه‌ها بسیار مردد هستند. با تمرین و آموزش در سنین پایین، می‌توان از این مشکل جلوگیری کرد.
به‌دلیل غریزه شکارگری قوی، توصیه می‌شود که این سگ‌ها با قلاده و پشت حفاظ یا فنس و دور از گربه‌ها و سگ‌ها و جانوران کوچک نگهداری شوند. در مطالعه‌ای در ژورنال انجمن دامپزشکی آمریکا، چو چو عامل ۸ مورد از ۲۳۸ مرگ ناشی از گاز گرفتگی توسط سگ طی سال‌های ۱۹۷۹ تا ۱۹۹۸ بوده‌است.

## تنوع ظاهری

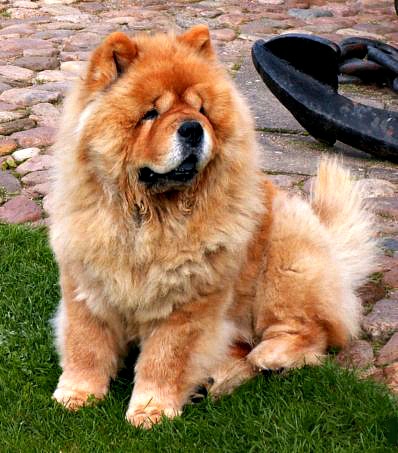
چوچو با پوششی بسیار متراکم و قرمز رنگ
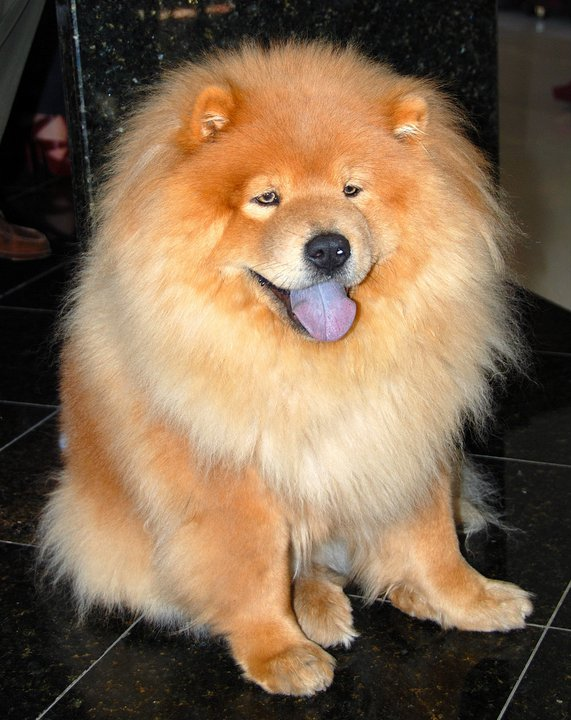
یک چوچو با زبان ارغوانی —سیاه رنگ
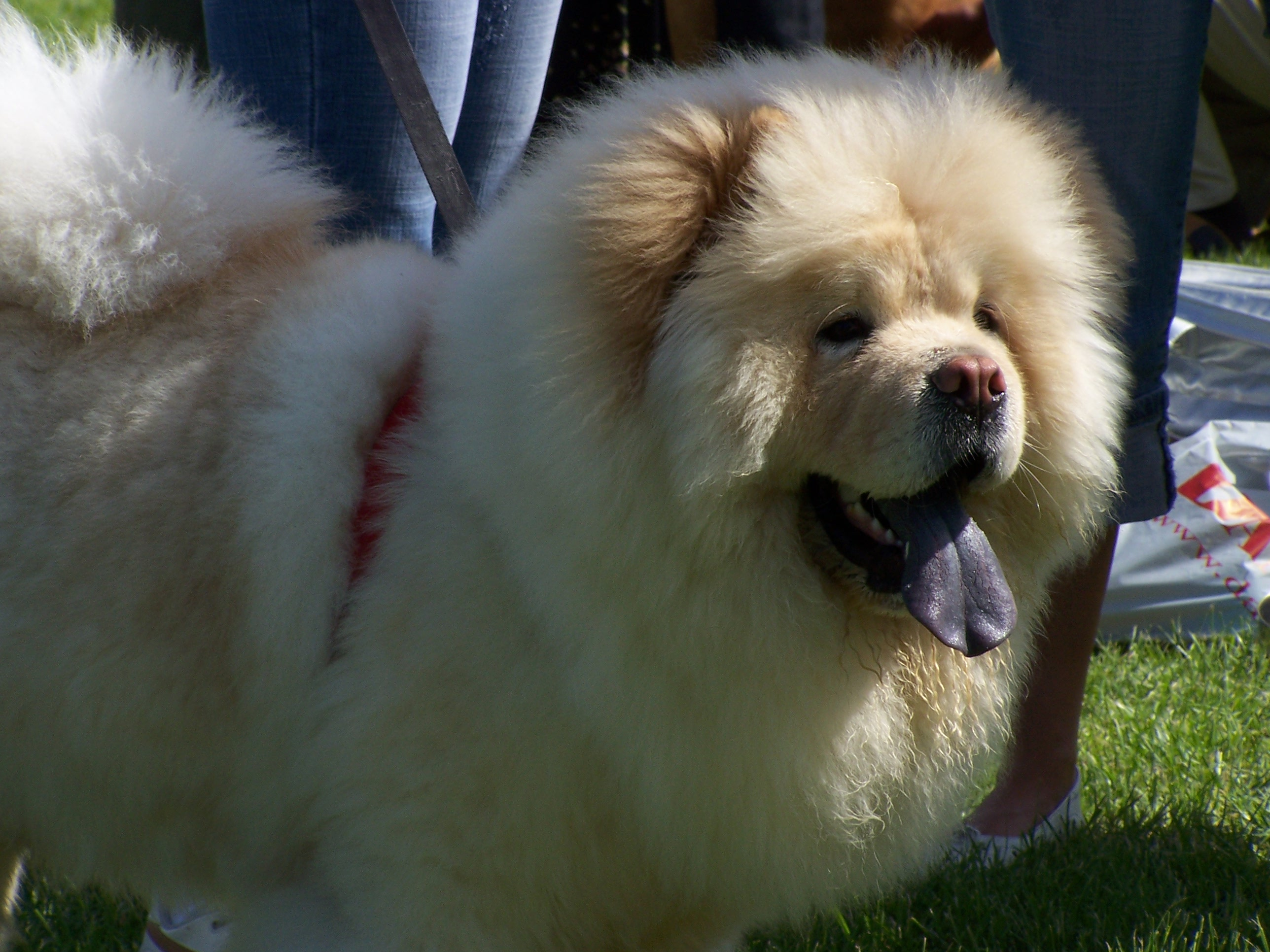
یک چوچو با پوشش کرم رنگ
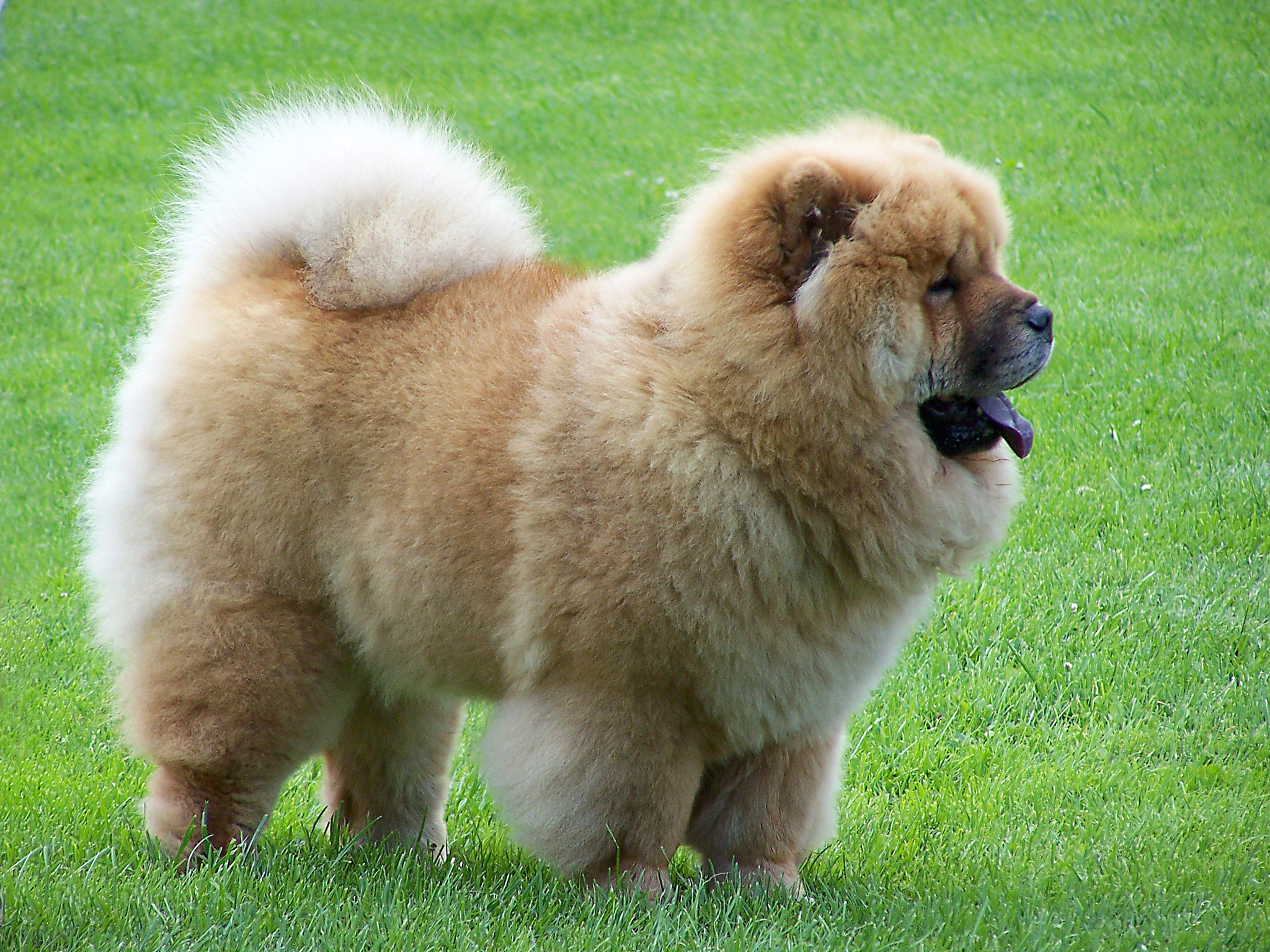
یک چوچو بالغ

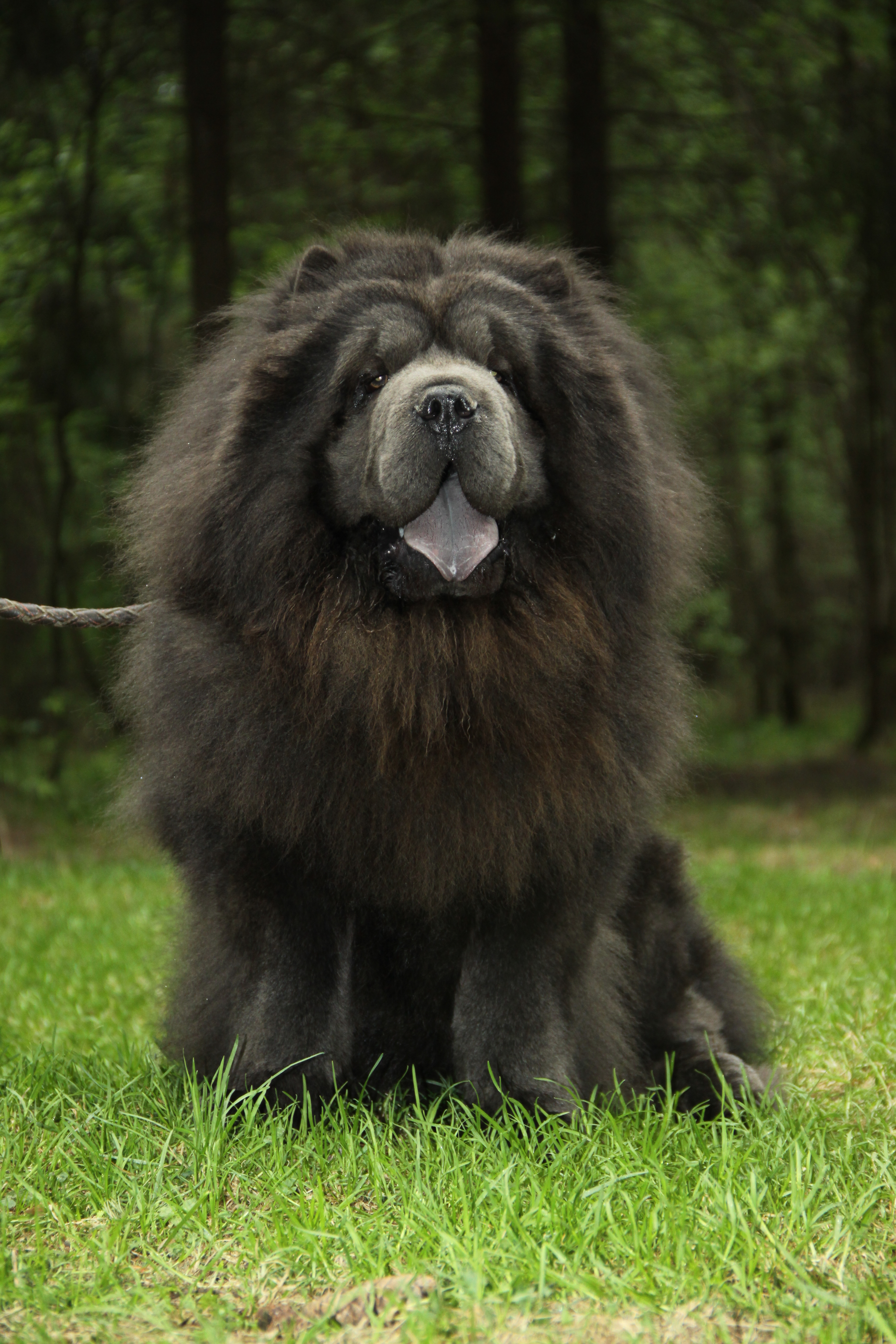
یک چو چو با رنگ سیاه